# داحساوية
الداحساوية (الاسم العلمي: Paronychieae) هي قبيلة من النباتات تتبع الفصيلة القرنفلية من رتبة القرنفليات.

## أجناس الداحساوية
- الداحسية